# Alte Ziegelscheune
Alte Ziegelscheune, obersorbisch Stara Cyhelnica, ist ein Dorf im Zentrum des Landkreises Bautzen in der Oberlausitz und gehört seit 1957 zur Gemeinde Panschwitz-Kuckau. Alte Ziegelscheune befindet sich im sorbischen Kernsiedlungsgebiet auf halbem Weg von Kuckau nach Crostwitz am Bach Trjebinka. Ein Großteil der Einwohner spricht Sorbisch.
Die Nachbarorte sind Caseritz im Norden, Crostwitz im Osten und Kuckau im Westen.

## Geschichte
Der Ort wurde erstmals 1718 als Ziegelscheine erwähnt. Die Grundherrschaft lag beim Kloster St. Marienstern, was dazu führte, dass Alte Ziegelscheune über die Reformation hinaus katholisch blieb.
Bis 1879 war Alte Ziegelscheune eine eigenständige Landgemeinde, dann wurde es nach Kuckau eingemeindet.

## Bevölkerung
Gemäß der Statistik von Arnošt Muka waren 1884 alle 58 Einwohner Sorben. Ernst Tschernik ermittelte 1956 in der Gemeinde Kuckau einen sorbischsprachigen Bevölkerungsanteil von 84,8 %.
Die katholische Bevölkerung ist nach Crostwitz gepfarrt.